# Makgadikgadi-Pans-Nationalpark
Der Makgadikgadi-Pans-Nationalpark (englisch: Makgadikgadi Pans National Park) liegt südlich des Nxai-Pan-Nationalparks in Botswana. Makgadikgadi bedeutet „ausgedehntes lebloses Land“.

## Lage
Der Nationalpark liegt im North West District Botswanas 160 Kilometer von Maun in Richtung Nata südlich des Nxai-Pan-Nationalparks und bildet mit diesem, nur durch die Asphaltstraße Maun–Nata getrennt, eine Einheit. Im Südwesten verläuft seine Grenze durch die Ntwetwe Pan, im Westen bildet der Boteti die Grenze.

## Geschichte
Das Gebiet des Nationalparks ist aufgrund des Wassermangels nie besiedelt gewesen. Umliegende Siedlungen erhielten vom Staat die Erlaubnis, ihre Viehherden in den Randgebieten weiden zu lassen.
1970 wurde ein Teil des heutigen Nationalparks als Wildreservat deklariert und 1992 wurde das Wildreservat nach Norden bis zur Asphaltstraße auf 4877 Quadratkilometer vergrößert und zum Nationalpark erhoben.
1992 wurde am Boteti River damit begonnen, Wasser für die Orapa-Diamantenmine aufzustauen, die größte Diamantenmine der Welt. Dadurch führt dieser immer weniger Wasser in die Salzpfannen. 2006 startete die Kalahari Conservation Society zusammen mit dem Department of Wildlife and National Parks ein Projekt, um die existierenden vier Wasserstellen für Tiere entlang des Boteti um weitere neun Wasserstellen zu erweitern.

## Landschaft
Der Makgadikgadi-Pans-Nationalpark ist ein Teil des insgesamt über 16.000 Quadratkilometer großen Systems der Makgadikgadi-Salzpfannen, zu denen auch die Kudiakam Pan, Kgama Pan, Nxai Pan im Nxai-Pan-Nationalpark, die Ntwetwe Pan und die Sowa Pan, die mit Abstand größte, gehören. Die Salzpfannen sind die Überreste eines großen Binnensees. In Jahren mit starken Regenfällen können sich die Salzpfannen vorübergehend wieder mit Wasser füllen.
Der Nationalpark liegen am nordöstlichen Rand der Kalahari auf einer Höhe von 900 Meter über dem Meeresspiegel.
Im Südwesten der Sowa Pan, außerhalb des Nationalparks, liegt Kubu Island, eine aus Granit bestehende Erhebung mit historischen Siedlungsresten. Kubu Island wurde zum Nationaldenkmal erklärt und wird vom Nationalpark mit verwaltet.

## Vegetation
Außerhalb der Salzpfannen ist der Nationalpark geprägt von Graslandschaften einer typischen Trockensavanne und vereinzeltem Buschland sowie einzigartigen Palm-Wäldern (entlang des Boteti). Dazwischen wachsen vereinzelte Baobabs und Kameldorn.

## Tierwelt

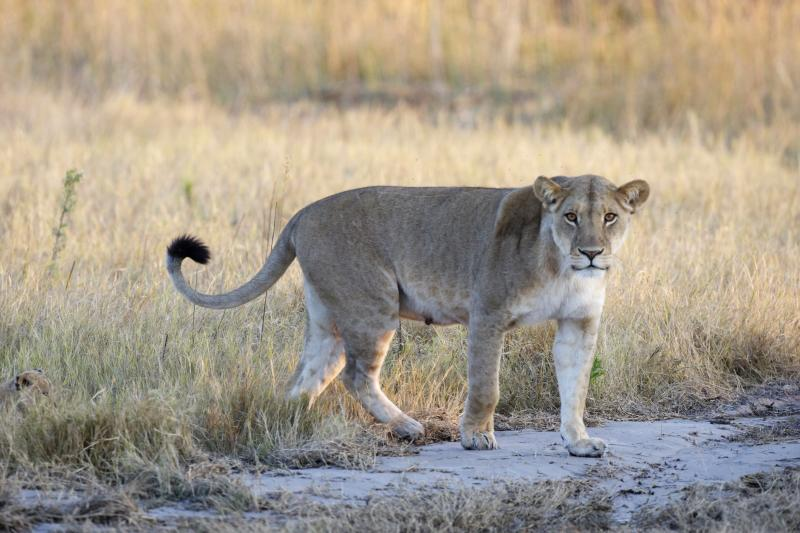
Löwin im Nationalpark

Entlang des Boteti gibt es Elefanten, Zebras und in einigen Wasserstellen mit ausreichendem Wasser in der Nähe des Flusses auch Flusspferde. Der überwiegende Teil des Nationalparks weist nur zur Regenzeit, wenn die Salzpfannen mit Wasser gefüllt sind, eine nennenswerte Anzahl von Tieren auf und ist dann bekannt für seine vielfältige Vogelwelt. Auch wandern zur Regenzeit viele Tiere vom Okavangodelta über den Nxai-Pan-Nationalpark in das Gebiet des Nationalparks.

## Klima
Im Sommer (Dezember bis März) ist es heiß und die Luftfeuchtigkeit durch die Regensaison relativ hoch. Im Winter herrscht ein trockenes, mildes Klima vor. In den Winternächten fallen die Temperaturen häufig unter den Gefrierpunkt.

## Infrastruktur/Tourismus
Wie in den meisten Nationalparks Botswanas ist die Infrastruktur für den Tourismus im Nationalpark wenig ausgebaut. Wer nicht als Selbstversorger mit Zelt oder Camper unterwegs ist, kann den Nationalpark nur mit organisierten Touren besuchen. Der Park ist ganzjährig geöffnet.

### Parkeingang
Der Zufahrt zum Parkeingang zweigt nach 160 Kilometern von Maun und noch 45 Kilometer vor Gweta von der Straße Maun–Nata nach Süden ab. Nach acht Kilometern Schotterpiste erreicht man den Parkeingang.

### Straßen
Im Park gibt es keine befestigten Straßen. Einige Pisten sind sandig und nur für Geländewagen geeignet. Nach starken Regenfällen sind große Teile des Nationalparks nicht befahrbar.

### Unterkunft
Im gesamten Nationalpark gibt es keine befestigten Unterkünfte und nur zwei wie in allen Nationalparks Botswanas nicht eingezäunte Campingplätze: einer bei Njuca Hills, 26 Kilometer südlich des Parkeingangs, und das Kumaga Camp am Boteti, 48 Kilometer südwestlich vom Parkeingang. Auf Kubu Island gibt es ebenfalls die Möglichkeit zu campen.

### Versorgung
Es gibt im Nationalpark keine Restaurants oder Versorgungsmöglichkeiten und auch keine Tankstelle. Die nächste Tankstelle liegt im von der Abzweigung der Asphaltstraße 45 Kilometer entfernten Gweta.